# Roey Aharonovich
Roey Aharonovich (* 7. Juli 1996 in Rischon LeZion) ist ein israelischer Eishockeyspieler, der seit 2018 für die Mannschaft des Bryn Athyn College in der Division III der National Collegiate Athletic Association spielt. Sein jüngerer Bruder Tomer ist ebenfalls israelischer Nationalspieler.

## Karriere
Roey Aharonovich begann seine Karriere bei den Devils Rischon LeZion aus seiner Geburtsstadt, für die er als 16-Jähriger in der israelischen Eishockeyliga debütierte. Mit dem Team aus dem Gusch Dan wurde er 2013 israelischer Landesmeister. Anschließend zog es ihn nach Nordamerika, wo er zwei Jahre für das Team der Rice Memorial High School in der US High School League spielte. 2015 wurde er von den Billing Bulls beim Draft der North American 3 Hockey League in Runde fünf als insgesamt 152. Spieler gezogen und stand für diese Mannschaft eine Spielzeit auf dem Eis. 2016 wurde er beim GMHL Draft von den New Tecumseth Civics in der zehnten Runde als insgesamt 276. Spieler gezogen, wechselte aber nicht dorthin, sondern schloss sich zunächst New York Apple Core aus der Eastern Junior Hockey League an. Nach nur neun Spielen für das Team aus der Ostküstemetropole wechselte er zu den Chicago Cougars in die USPHL, wo er die Spielzeit beendete. 2017/18 spielte er für das Team der Neumann University in der Division III der National Collegiate Athletic Association. Nach einem Jahr wechselte er zum Bryn Athyn College, mit dessen Mannschaft er in derselben Division spielt.

### International
Im Juniorenbereich spielte Aharonovich für Israel bei den U18-Weltmeisterschaften 2013, als er die besten Plus/Minus-Bilanz des Turniers aufwies, und 2014 sowie der U20-Weltmeisterschaft 2016, als er als Topscorer und bester Vorbereiter des Turniers auch zum besten Spieler seiner Mannschaft gewählt wurde, in der Division III. 
Er debütierte bei der Weltmeisterschaft der Division II 2015 in der Herren-Nationalmannschaft der Israelis. Auch 2016, 2017, 2018, 2019, 2022 und 2023 spielte er in der Division II. Zudem vertrat er seine Farben bei der Qualifikation für die Olympischen Winterspiele in Pyeongchang 2018.

## Erfolge und Auszeichnungen
- 2013 Israelischer Meister mit den Devils Rischon LeZion
- 2013 Aufstieg in die Division III, Gruppe A, bei der U18-Weltmeisterschaft der Division III, Gruppe B
- 2013 Beste Plus/Minus-Bilanz bei der U18-Weltmeisterschaft der Division III, Gruppe B
- 2016 Topscorer und bester Vorbereiter bei der U20-Weltmeisterschaft der Division III
- 2019 Aufstieg in die Division II, Gruppe A, bei der Weltmeisterschaft der Division II, Gruppe B